# برانزویک شمالی، نیوجرسی
برانزویک شمالی (به انگلیسی: North Brunswick) شهری در ایالت نیوجرسی کشور ایالات متحده آمریکا است که جمعیت آن در سرشماری سال ۲۰۱۰ میلادی، ۴۰٬۷۴۲ نفر بوده‌است.